# Jonathan Joubert
Jonathan Joubert, född 12 september 1979 i Metz i Frankrike, är en luxemburgsk fotbollsmålvakt som spelar för F91 Dudelange.
Joubert innehar rekordet över flest matcher i Luxemburgs högstadivision med 531 spelade matcher.

## Klubbkarriär
I september 2015 spelade Joubert sin 400:e match i Luxemburgs högstadivision mot tidigare klubben CS Grevenmacher.

## Landslagskarriär
Joubert debuterade för Luxemburgs landslag den 3 juni 2006 i en 3–0-förlust mot Portugal. Han spelade totalt 90 landskamper mellan juni 2006 och oktober 2017.

## Meriter
CS Grevenmacher
- Luxemburgsk mästare: 2003
- Luxemburgsk cupvinnare: 2003

 F91 Dudelange
- Luxemburgsk mästare: 2005, 2006, 2007, 2008, 2009, 2011, 2012, 2014, 2016, 2017, 2018, 2019, 2022
- Luxemburgsk cupvinnare: 2006, 2007, 2009, 2012, 2016, 2017, 2019
- Luxemburgsk ligacupvinnare: 2016